# Понта до Шау де Манграде
Понта до Шау де Манграде (порт. Ponta do Chão de Mangrade) је рт и најзападнија тачка Африке и Зеленортских острва. Налази се на 17°04‘ сгш и 25°22‘ игд.

## Географија
Рт је смештен на обали Атлантског океана и налази се на острву Санту Антау, које је у саставу Зеленортских острва. Цело острво је вулканског порекла, изграђено од базалтних стена.